# Листы Зыгальского

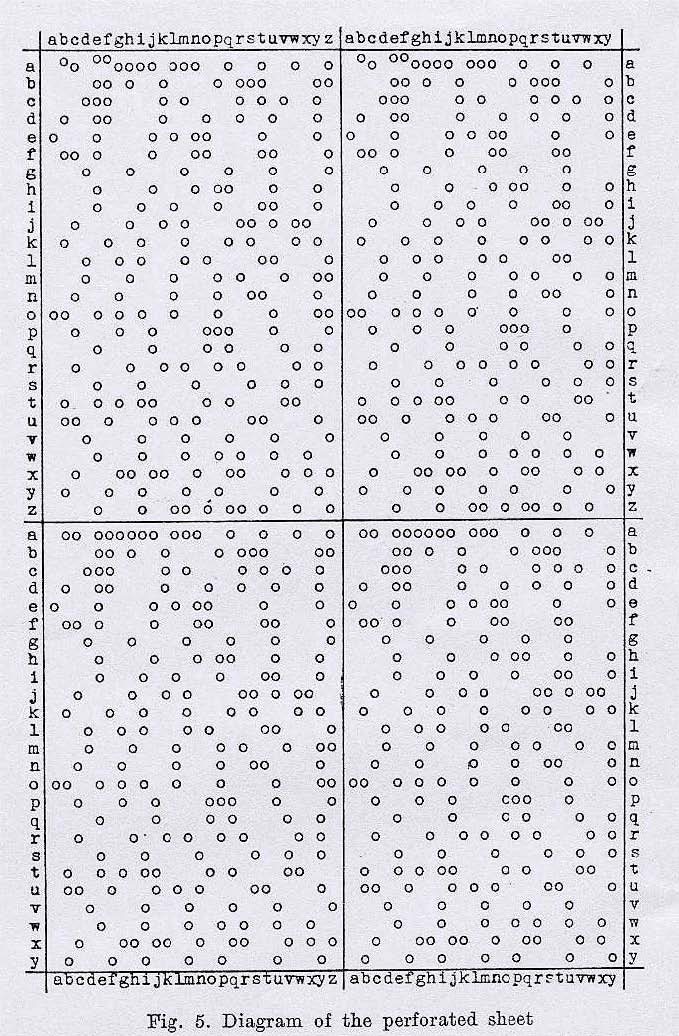
Лист Зыгальского

Метод листов Зыгальского был криптографической техникой, использовавшейся польским Бюро шифров до и во время Второй мировой войны, а также во время войны британскими криптологами в Блетчли-парк, для расшифровки сообщений, зашифрованных на немецких машинах «Энигма».
Аппарат листов Зыгальского берёт своё название от математика-криптографа польского Бюро шифров Генрика Зыгальского, который изобрёл его в октябре 1938 года.

## Метод

### Устройство Энигмы
Как и другие роторные машины, Энигма состояла из комбинации механических и электрических систем. Механическая часть включала в себя клавиатуру, набор вращающихся дисков (роторов), которые были расположены вдоль вала и прилегали к нему, и ступенчатого механизма, двигающего один или более роторов при каждом нажатии клавиши.
Конкретный механизм работы мог быть разным, но общий принцип был таков: при каждом нажатии клавиши самый правый ротор сдвигается на одну позицию, а при определённых условиях сдвигаются и другие роторы. Движение роторов приводит к различным криптографическим преобразованиям при каждом следующем нажатии клавиши на клавиатуре.
Механические части двигались, замыкая контакты и образуя меняющийся электрический контур (то есть, фактически, сам процесс шифрования букв реализовывался электрически). При нажатии клавиши клавиатуры контур замыкался, ток проходил через различные цепи и в итоге включал одну из набора лампочек, отображавшую искомую букву кода (например: при шифровке сообщения, начинающегося с ANX, оператор вначале нажимал кнопку A — загоралась лампочка Z — то есть Z и становилась первой буквой криптограммы; далее оператор нажимал N и продолжал шифрование таким же образом далее).

### Настройка роторов
Для безопасности каждое сообщение, посылаемое Энигмой, было зашифровано при различных начальных установках трёх роторов, выбиравшихся оператором. Это обозначалось как «сообщение настроек» и было длиной в 3 символа. Для сообщения этих настроек принимающему оператору отправляющий оператор начинал каждое сообщение, отправляя сообщение настроек в замаскированной форме — шестизнаковый «индикатор». Индикатор был сформирован при помощи Энигмы с роторами, установленным в положение, соответствующее текущим дневным настройкам, обозначенным «главными настройками», общими для всех операторов.
Например, предположим, оператор выбрал для сообщения «сообщение настроек» KYG. Сначала оператор должен выставить роторы Энигмы в соответствии с «главными настройками», которые могут быть в этот день, например, GBL, а затем - зашифровать сообщение настроек на Энигме дважды; то есть оператор должен ввести KYGKYG (в результате может получиться что-то вроде QZKBLX). Затем оператор должен переставить роторы в положение KYG и зашифровать само сообщение. Принимающий оператор должен применить обратный процесс для расшифровки сообщения настроек, а затем - самого сообщения. Повторение сообщения настроек, по-видимому, предназначалось для проверки на наличие ошибок для выявления искажений, но оно имело непредвиденное последствие — значительное ослабление шифра.

### Уязвимость
Использование при передаче ключа два раза повлекло за собой возникновение так называемых female-пар: иногда (примерно в 1 сообщении из 8) одна из повторяющихся букв в сообщении настроек зашифровывалась в одинаковые буквы.
Только ограниченное количество настроек шифровального устройства могло обеспечить возникновение female-пар. Если, например, первые шесть букв зашифрованного сообщения - SZVSIK, это называлось 1-4 female-парой; если WHOEHS - 2-5 парой; и если ASWCRW - 3-6 парой. Метод был назван Netz (нем. Netzverfahren, «сетевой метод»), или метод листов Зыгальского, поскольку в нем использовались перфорированные листы, которые он разработал. Для успешного завершения требовалось 10 female-пар из сообщений одного дня.
В устройство Зыгальского входили 26 перфорированных листов для каждой из 6 первоначально возможных последовательностей вставки 3 роторов в Энигму. Каждый лист был привязан к начальной позиции левого (самого медленно движущегося) ротора.
Матрица 26 х 26 давала все 676 возможных позиций левого и среднего роторов и была дублирована по горизонтали и вертикали a-z, a-y. Листы были перфорированы таким образом, чтобы допустить возможность возникновения female-пар. Строки представляли позиции среднего ротора, столбцы — позиции медленного ротора. Если female-пара была возможна при каких-то позициях роторов (например, самый медленный ротор - на букве «А», центральный ротор - на букве «М», быстрый ротор - на букве «R»), на пересечении с помощью бритвенного лезвия делалось отверстие.
Польский математик-шифровальщик Мариан Реевский описал, как работает устройство на перфорированных листах:
Когда листы были наложены и двигались в правильной последовательности и надлежащим образом по отношению друг к другу, в соответствии со строго определенной программой, количество видимых отверстий постепенно снижалась. И, если было доступно достаточное количество данных, в конце концов осталось одно отверстие, которое вероятно, соответствует правильному варианту, то есть решению. Из позиции отверстия можно вычислить порядок роторов, настройку их колец, и, сравнивая буквы шифра с буквами в машине, также перемещение S, иными словами, весь ключ шифра.
Как и метод «картотеки», полученной с помощью «циклометра» Реевского, метод листов Зыгальского не зависит от количества соединений коммутационной панели Энигмы.

## Производство

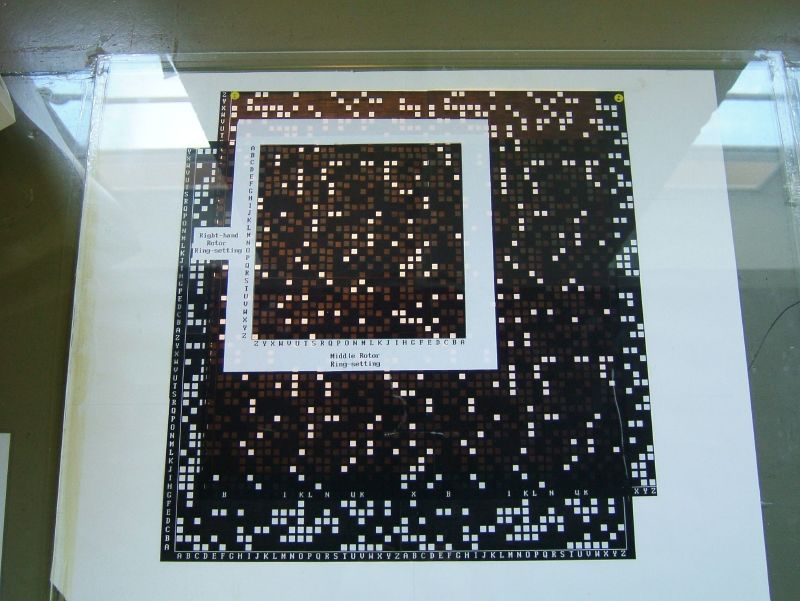
Демонстрация двух перфорированных листов в музее Блетчли-парка

Ручное производство листов в Бюро шифров, которое, из-за соображений безопасности, исполнялось криптологами самостоятельно, при помощи бритвенных лезвий, требовало очень много времени. К 13 декабря 1938 года была выполнена лишь 1/3 работы.
В этот день немцы ввели 4-й и 5-й роторы, увеличив нужное число листов в 10 раз (для 60, теперь возможных, последовательностей в Энигме, вместо 6).
25 июля 1939 г. за пять недель до начала Второй мировой войны Бюро шифров раскрыло перед своими английскими и французскими союзниками в Варшаве свои достижения во взломе шифров Энигмы. Среди раскрытого был и метод перфорированных листов Зыгальского.
Британцы, в Блетчли-парке, недалеко от Лондона, предприняли производство двух полных наборов листов. Работа проводилась при помощи перфораторов в отделе, возглавлявшемся Джоном Р. Ф. Джефрисом
Первый набор был готов в конце декабря 1939 года. 28 декабря часть второго набора была доставлена польским криптологам, которые к тому времени сбежали из захваченной немцами Польши во Францию (кодовое имя центра - PC Bruno) недалеко от Парижа. Оставшиеся листы были сделаны 7 января 1940 года и были доставлены во Францию Аланом Тьюрингом вскоре после этого. «С их помощью, — пишет Мариан Реевский, — мы продолжили взлом ключей Энигмы». Листы были использованы поляками для первой расшифровки сообщения Энигмы в военное время 17 января 1940 года.
В мае 1940-го немцы отказались от использования сообщения настроек дважды. Для каждого сообщения оператор выбирал случайную стартовую позицию роторов, например WZA, и случайное сообщение настроек, например SXT. Он выставлял роторы в положение WZA и зашифровывал ключ SXT. Предположим, что результат был UHL. Затем он выставлял роторы в положение SXT и зашифровывал сообщение. Затем он передавал стартовую позицию WZA, зашифрованный ключ UHL и зашифрованный текст адресату. Получатель сообщения выставлял роторы в позицию WZA, чтобы получить сообщение настроек SXT, а затем с его помощью расшифровывал сообщение. После этого листы Зыгальского оказались бесполезными.